# Paraplatytes
Paraplatytes là một chi bướm đêm thuộc họ Crambidae.